# Quirísop (escultor)
Quirísop (en llatí Cheirisophus, en grec antic Χειρίσοφος) fou un escultor grec que treballava amb fusta i possiblement amb pedra. Probablement va viure al segle vi aC.
Una estàtua daurada d'Apol·lo de fusta feta per ell era a Tegea al costat d'una estàtua en pedra d'ell mateix, que probablement també era obra seva, segons diu Pausànies, que confessa no saber-ne res ni de l'escultor, ni de quan va viure ni del seu mestre. Per la seva descripció es dedueix que estava relacionat amb l'escola cretenca de Dèdal, i per les seves obres en fusta i en pedra es podria situar entre els escultors de l'època final d'aquella escola i contemporani de Dipè i Escil·lis, aproximadament al 566 aC. Encara que haver elaborat la seva pròpia estàtua pugui semblar estrany, es veu que no era una pràctica desconeguda. Alguns autors senyalen que el seu nom Χειρίσοφος, indica la seva habilitat, ja que χειρ vol dir mà, i σοφος hàbil o destre.